# Leptopteracris
Leptopteracris is een geslacht van rechtvleugeligen uit de familie veldsprinkhanen (Acrididae). De wetenschappelijke naam van dit geslacht is voor het eerst geldig gepubliceerd in 1978 door Carbonell & Descamps.

## Soorten
Het geslacht Leptopteracris omvat de volgende soorten:
- Leptopteracris nigra Carbonell & Descamps, 1978
- Leptopteracris rubricauda Carbonell & Descamps, 1978
- Leptopteracris rubripes Carbonell & Descamps, 1978